# БМ-14-16
БМ-14-16 е съветска 140-мм реактивна система за залпов огън, разработена в края на 1940-те години. Състои се от 16 направляващи тръби с калибър 140 мм (в действителност калибърът е 140.4 мм), монтирани върху подвижно колесно шаси. В началото е използвано шасито на камион ЗиС-151; по-късно, след появата на по-модерни машини, пакетът направляващи се монтира върху шасито на ЗиЛ-131. Системата може да води огън с реактивни снаряди с осколъчно-фугасни, димови и химически бойни глави. Основно е използван високоексплозивен реактивен снаряд М-14ОФ с осколъчно-фугасна бойна част, която тежи 18.8 кг. Точността на стрелбата е сравнително ниска, особено на по-големи дистанции, но системата е много ефективна при площадно поразяване на струпвания на пехота и бойна техника. Максималната далекобойност също не е голяма.
Управлението на стрелбата се води от кабината, чиито остъклени части преди откриването на огъня се покриват с метални плочи, а самата установка се повдига над земята с помощта на две опори. Стрелбата може да бъде залпова и единична, като продължителността на залпа е 7 – 10 секунди. Презареждането е ръчно и отнема 2-3 минути.
БМ-14-16 влиза в масово производство в началото на 1950-те г., като активната ѝ бойна служба в съветската армия продължава до началото на 1970-те години. Машината има и известен експортен успех – тя, и нейните разновидности са продавани в над 10 държави. На нейната база са разработени системите БМ-14-17 (със 17 направляващи, монтирани на ГАЗ-36А) и РПУ-14 (буксируема, с 16 направляващи, предназначена основно за въздушно-десантните войски). В Полша на базата на РПУ-14 е разработена реактивната система с 8 направляващи WP-8.
Реактивната система и нейните разновидности са използвани в много локални конфликти (от талибаните в Афганистан; в Ангола; в Алжир, по време на гражданската война от 1993 г. и др.)

## Тактико-технически характеристики
Маса (в бойно положение) – 8350 кг
Дължина – 6.92 м
Широчина – 2.3 м
Височина (в походно положение) – 3.17 м
Максимална скорост по шосе – 60 км/ч
Запас от ход – 600 км
Ъгъл за насочване по вертикала – 0°/+ 52°
Ъгъл за насочване по хоризонтала – 200°
Максимална далекобойност – 9180 м
Разчет – 7 души

## Оператори
- Алжир
- Ангола
- Афганистан
- Виетнам
- Египет
- Индонезия
- Камбоджа
- Китай
- Куба
- Монголия
- Полша
- Северна Корея
- Сирия
- Сомалия